# Лейквилл (город, Миннесота)
Ле́йквилл (англ. Lakeville) — город в округе Дакота, штат Миннесота, США. На площади 97,2 км² (93,7 км² — суша, 3,5 км² — вода), согласно переписи 2005 года, проживают 51 722 человека. Плотность населения составляет 460,4 чел./км².
- Телефонный код города — 952
- Почтовый индекс — 55044
- FIPS-код города — 27-35180[1]
- GNIS-идентификатор — 0646445[2]